# Günter Heym
Günter Heym (* 30. Oktober 1923; † 21. April 2011) war ein deutscher Jurist.

## Leben
Der Sohn von Walter Heym, Polizeioberst a. D. in München, trat zum 12. April 1934 in die 1. Klasse des Maximiliansgymnasiums in München ein und wurde am 1. Dezember 1941 aus der 8. Klasse zur Wehrmacht eingezogen.
Günter Heym studierte Rechtswissenschaften an der Ludwig-Maximilians-Universität München und wurde 1956 an der Ruprecht-Karls-Universität Heidelberg mit einer wettbewerbsrechtlichen Arbeit über die „marktschreierische Werbung“ bei Eugen Ulmer zum Dr. iur. promoviert. Er trat 1956 in die Kanzlei Schlatter in Heidelberg ein.
Heym war Präsident des Anwaltsgerichtshofes Baden-Württemberg, Vorsitzender und Ehrenvorsitzender der Arbeitsgemeinschaft der Präsidenten der Anwaltsgerichtshöfe der Bundesrepublik Deutschland.
Für sein Engagement wurde er mit dem Großen Verdienstkreuz des Verdienstordens der Bundesrepublik Deutschland geehrt und dem Verdienstorden des Landes Baden-Württemberg ausgezeichnet.